# 石楠町
石楠町（せきなんちょう）は、愛知県豊田市の地名。

## 地理

### 河川・池沼
- 巴川

### 交通
- 愛知県道39号岡崎足助線

### 施設
- 大楠神明社

### 字一覧
- 荒井（あらい）[WEB 6]
- 梅ノ上ケ（うめのあげ）[WEB 6]
- 大平（おおだいら）[WEB 6]
- 上籔（かみやぶ）[WEB 6]
- 小食沢連（こじきぞうれ）[WEB 6]
- 古屋敷（こやしき）[WEB 6]
- 紺屋垣内（こんやがいと）[WEB 6]
- 下林（しもばやし）[WEB 6]
- 狭石（せまいし）[WEB 6]
- 外手（そんで）[WEB 6]
- 田和（たわ）[WEB 6]
- 伊達屋敷（だてやしき）[WEB 6]
- 檜垣内（ひのきがいと）[WEB 6]
- 宮下（みやした）[WEB 6]
- 無生浦（むしよううら）[WEB 6]
- 森前（もりまえ）[WEB 6]
- 芳ケ沢（よしがさわ）[WEB 6]

## 歴史

### 沿革
- 1962年（昭和37年） - 東加茂郡松平町大楠・所石により同町石楠が成立[1]。
- 1970年（昭和45年） - 豊田市大字石楠となる[1]。
- 1973年（昭和48年） - 豊田市石楠町となる[1]。

### 人口の変遷
国勢調査による人口および世帯数の推移。
| 1995年（平成7年）  | 18世帯 69人 |  |
| 2000年（平成12年） | 20世帯 66人 |  |
| 2005年（平成17年） | 22世帯 65人 |  |
| 2010年（平成22年） | 25世帯 70人 |  |
| 2015年（平成27年） | 24世帯 75人 |  |
| 2020年（令和2年）  | 26世帯 62人 |  |

### WEB
1. 1 2  総務省統計局 (2022年2月10日). “令和2年国勢調査の調査結果(e-Stat) - 男女別人口，外国人人口及び世帯数－町丁・字等” (CSV). 2023年8月2日閲覧。
2. ↑  “愛知県豊田市の町丁・字一覧”.   人口統計ラボ. 2024年2月26日閲覧。
3. ↑  “読み仮名データの促音・拗音を小書きで表記するもの(zip形式) 愛知県” (zip).   日本郵便 (2024年2月29日). 2024年3月26日閲覧。
4. ↑  “市外局番の一覧” (PDF).   総務省 (2022年3月1日). 2022年3月22日閲覧。
5. ↑  “ナンバープレートについて”.   一般社団法人愛知県自動車会議所. 2024年1月21日閲覧。
6. 1 2 3 4 5 6 7 8 9 10 11 12 13 14 15 16 17  “愛知県豊田市石楠町の住所一覧”.   ゼンリン. 2024年10月12日閲覧。
7. ↑  総務省統計局 (2014年3月28日). “平成7年国勢調査の調査結果(e-Stat) - 男女別人口及び世帯数 －町丁・字等” (CSV). 2021年7月20日閲覧。
8. ↑  総務省統計局 (2014年5月30日). “平成12年国勢調査の調査結果(e-Stat) - 男女別人口及び世帯数 －町丁・字等” (CSV). 2021年7月20日閲覧。
9. ↑  総務省統計局 (2014年6月27日). “平成17年国勢調査の調査結果(e-Stat) - 男女別人口及び世帯数 －町丁・字等” (CSV). 2021年7月21日閲覧。
10. ↑  総務省統計局 (2012年1月20日). “平成22年国勢調査の調査結果(e-Stat) - 男女別人口及び世帯数 －町丁・字等” (CSV). 2021年7月21日閲覧。
11. ↑  総務省統計局 (2017年1月27日). “平成27年国勢調査の調査結果(e-Stat) - 男女別人口及び世帯数 －町丁・字等” (CSV). 2021年7月21日閲覧。

### 書籍
1. 1 2 3  「角川日本地名大辞典」編纂委員会 1989, p. 741.